# Ghostscript
Ghostscript è una collezione di programmi liberi basata su un interprete dei linguaggi di descrizione di pagina PostScript e Portable Document Format, entrambi della Adobe. È disponibile per vari sistemi operativi, compresi i sistemi Unix e derivati, macOS, VMS, Windows, OS/2, e Mac OS classico e DOS.

## Storia
Ghostscript è stato originariamente scritto da L. Peter Deutsch, per il Progetto GNU, ed è stato rilasciato sotto GNU GPL, la prima versione risale al 1988. Più tardi Deutsch ha fondato la Aladdin Enterprises per dare a Ghostscript un supporto commerciale. Ora Ghostscript appartiene alla artofcode LLC, controllato da Raph Levien e mantenuto dalla comunità degli utenti e dalla Artifex Software, l'agente esclusivo di licenziamento per Ghostscript.

## Utilizzo
È molto configurabile e può essere usato come:
- Processore di immagini raster (RIP), per le stampanti raster, ad esempio come filtro di input per il line printer demon della Berkley (lpd).
- Motore RIP da far girare dietro i visualizzatori di documenti PostScript e PDF.
- Convertitore di formato dei file (ad esempio da PostScript a PDF e viceversa).
- Ambiente di sviluppo generico.

## I programmi
Sono state scritte varie interfacce grafiche per essere utilizzate con Ghostscript, in modo da permettere all'utente di vedere un file PostScript o PDF sullo schermo, di scorrerlo, di andare alle pagine precedente e successiva e di zoomare sul testo così come se fosse una stampata di una o più pagine.
Ghostviewgira sotto Unix/X11. Ghostview è anche conosciuto come gv (a causa del fatto che l'eseguibile (e il comando per lanciarlo) è, appunto "gv") e ha una interfaccia grafica piuttosto singolare: cliccare su un foglio e trascinarlo fa spostare il foglio nella direzione opposta. L'effetto dà l'impressione che il foglio sia coperto con una grande e invisibile barra di scorrimento, ed è esattamente l'opposto di programmi analoghi come Adobe Reader
GSViewgira sotto Microsoft Windows e OS/2.

## Le varianti
Ci sono alcune varianti di Ghostscript:
- GPL Ghostscript (precedentemente GNU Ghostscript; non è più parte del progetto GNU) è disponibile sotto GNU General Public License. Generalmente, ogni versione di AFPL Ghostscript è rilasciata sotto GPL un anno dopo il primo rilascio.
- GNU Ghostscript è parte del Progetto GNU ed è basato su GPL Ghostscript.
- ESP Ghostscript è distribuito dalla Easy Software Products sotto GPL. È basato su GPL Ghostscript e contiene alcune modifiche per migliorare la compatibilità con il Common Unix Printing System di ESP.

La versione GNU GPL è anche utilizzata come base per un Display Ghostscript, che aggiunge funzionalità necessarie per supportare pienamente il Display PostScript.

## Software basato su Ghostscript
- PDFCreator
- PrimoPDF
- RedMon